# Summa Vegetabilium Scandinaviae
Summa Vegetabilium Scandinaviae (abreviado Summa Veg. Scand.) es un libro con ilustraciones y descripciones botánicas que fue escrito por el botánico, micólogo, algólogo, pteridólogo, y briólogo sueco Peter Olof Swartz y publicado en Estocolmo en 1814, con el nombre de Summa Vegetabilium Scandinaviae Systematice Coordinatorum.